# Деряги (Росія)
Деря́ги (рос. Деряги) — присілок у складі Юкаменського району Удмуртії, Росія.
Населення — 12 осіб (2010; 36 в 2002).
Національний склад (2002):
- росіяни — 81 %